# Wincenty Leszczyński
Wincenty Leszczyński (ur. 5 sierpnia 1936 w Płońsku, zm. 7 listopada 1994) – polski rolnik i polityk, poseł na Sejm X kadencji.

## Życiorys
W 1956 ukończył Liceum Ogólnokształcące w Szczecinie-Dąbiu. Od 1958 należał do Zjednoczonego Stronnictwa Ludowego (był prezesem Miejsko-Gminnego Komitetu partii). Pracował w administracji terenowej, w tym w Gromadzkiej Radzie Narodowej w Żółwiej Błoci. W 1971 został absolwentem Wyższej Szkoły Rolniczej w Szczecinie, uzyskując tytuł zawodowy inżyniera rolnika. Od 1975 do 1977 był kierownikiem zakładu usług mechanizacyjnych w Spółdzielni Kółek Rolniczych w Goleniowie. Prowadził potem własne gospodarstwo rolne. W 1989 uzyskał mandat posła na Sejm kontraktowy. Został wybrany w okręgu świnoujskim z puli ZSL. Należał do Komisji Rolnictwa i Gospodarki Żywnościowej, Komisji Nadzwyczajnej do rozpatrzenia projektów ustaw dotyczących spółdzielczości oraz Komisji Systemu Gospodarczego i Polityki Przemysłowej. Od 1990 działacz Polskiego Stronnictwa Ludowego.
Pochowany na cmentarzu komunalnym w Goleniowie.

## Odznaczenia
- Krzyż Kawalerski Orderu Odrodzenia Polski (1987)
- Złoty Krzyż Zasługi (1979)
- Medal 40-lecia Polski Ludowej (1984)